# PrankvsPrank
PrankvsPrank, thường được biết đến với PvP, là một kênh YouTube được tạo bởi  Jesse Michael Wellens và bạn gái của anh Jennifer "Jeana" Smith. Năm 2007, cả hai đã đăng tải những video trò đùa lên các trang web, đặc biệt là YouTube. Kênh đã có hơn 1.8  tỷ lượt xem và hơn 10.2 triệu lượt đăng ký tính đến Tháng 2 năm 2017. Sau khi Wellens và Smith chia tay nhau vào Tháng 5 năm 2016, Wellens trở thành người nắm giữ kênh này.

## Giải thưởng và đề cử
| Năm  | Giải thưởng  | Thể loại              | Kết quả   | Ref.  |
| ---- | ------------ | --------------------- | --------- | ----- |
| 2015 | Giải Streamy | Best Prank Show       | Đoạt giải | [ 8 ] |
| 2016 | Giải Shorty  | Best YouTube Ensemble | Đoạt giải | [ 9 ] |